# Taiwan i olympiska vinterspelen 1976
Republiken Kina deltog i olympiska vinterspelen 1976, detta var Republiken Kinas andra vinterspel. 

## Resultat

### Alpin skidåkning
- Storslalom herrar
  - Chen Yun-Ming - 52
- Slalom herrar
  - Chen Yun-Ming - ?

### Längdskidåkning
- 15 km herrar
  - Ueng Ming-Yih - 73
  - Liang Reng-Guey - 76
  - Shen Li-Chien - 77

### Rodel
- Singel herrar
  - Shieh Wei-Cheng - 34
  - Huang Liu-Chong - 38

- Dubbel
  - Shieh Wei-Cheng och Huang Liu-Chong - 21

### Skidskytte
- 20 km herrar
  - Ueng Ming-Yih - 50
  - Shen Li-Chien - 51